# 나마하게

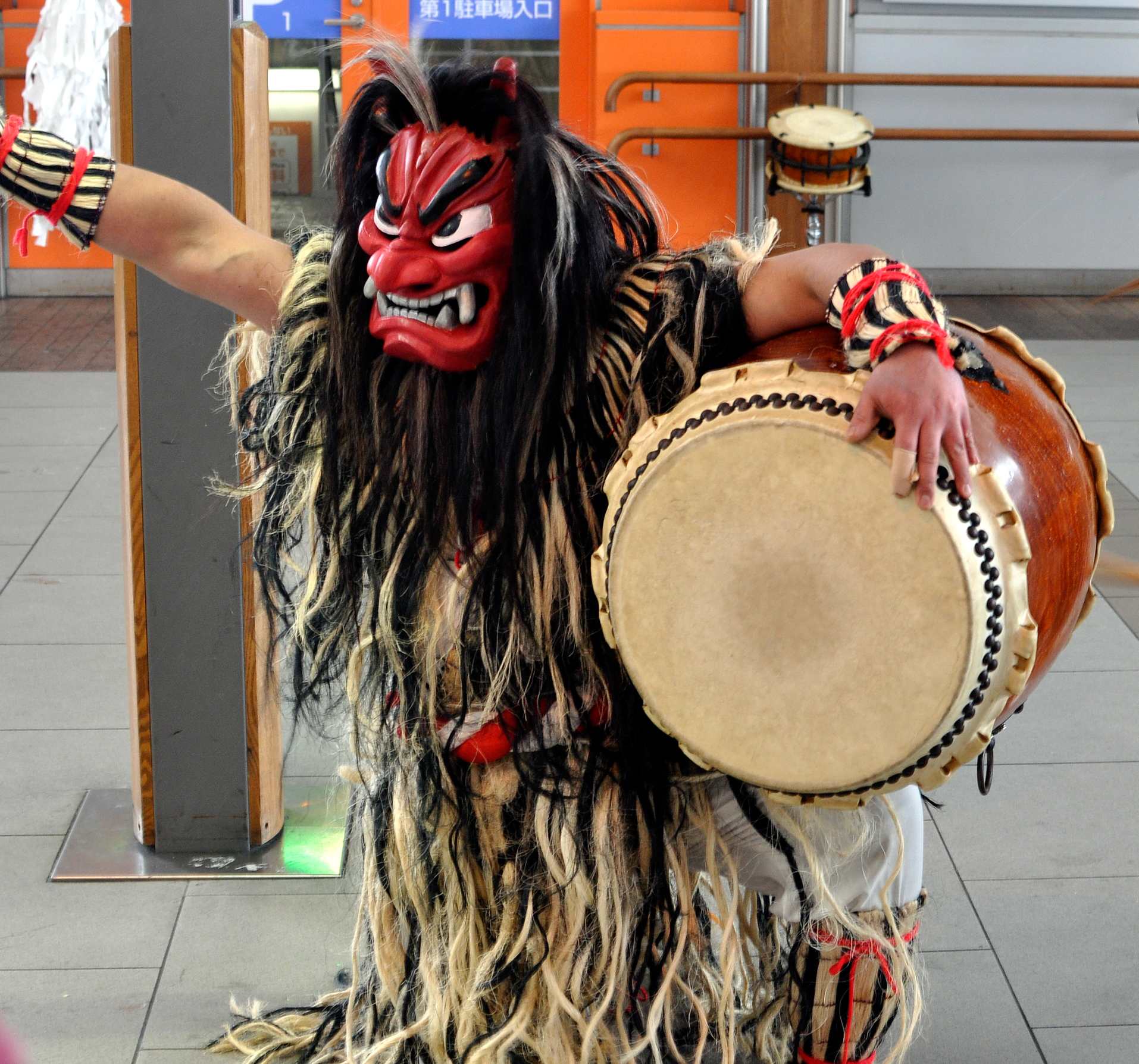
나마하게

나마하게(일본어: なまはげ)는 일본 아키타현 오가시에서 열리는 전통 민속 행사이다. 원래는 정월 대보름 행사였다. 현재는 일본의 중요 무형 민속 문화재로 지정되어 있다. 12월 31일 그믐날 밤에 귀신의 탈을 쓴 청년들이 짚으로 만든 도롱이를 입고 손에 식칼과 나무통을 들고 '우는 아이는 없나?'를 외치며 집마다 돌아다니며 게으름뱅이를 혼내는 행사를 한다. 또한 미디어 상에서 소개된 곳은 EBS 1TV의 《세계테마기행》에 소개된 바 있다.

## 같이 보기
- 즈바르터 핏
- 크람푸스
- 세쓰분